# Teaser
Teaser — дебютный сольный альбом американского гитариста Томми Болина, выпущенный в 1975 году.

## Об альбоме
Teaser был выпущен одновременно с альбомом Deep Purple Come Taste the Band, в записи которого Болин также принимал участие. Он пытался привлечь к записи и участников Deep Purple, и Гленн Хьюз и Джон Лорд совершили неофициальные, «эпизодические» появления. Поклонники дорожат этим альбомом за разнообразие стилей игры Болина. Композиции диска сочетают в себе элементы хард-рока, джаза, регги и латинской музыки. Альбом считается многими одной из величайших записей Болина в его короткой карьере.
В 2012 году альбом был переиздан на 3 CD под названием The Ultimate Teaser, на 5 CD (The Definitive Teaser Collector’s Edition, включая материал с Great Gypsy Soul); в 2015 — на 3 пластинках и 2 CD. Даг Коллет («All About Jazz») в обзоре переиздания писал, что дополнительный материал иллюстрирует причины непрекращающегося резонанса вокруг альбома спустя столько лет, демонстрируя поток идей Болина и его продюсера, выбравших для Teaser наиболее эффектные из них.

## Раскрутка
Изначальным условием Болина для вхождения в Deep Purple была возможность параллельной сольной работы, однако практически одновременные выход и раскрутка Teaser и Come Taste the Band порождали конфликты не только между менеджерами музыкантов, но и внутри Deep Purple. Гленн Хьюз вспоминал, как в Далласе, в ходе концертного тура в поддержку Come Taste the Band, они с Болином воочию наблюдали, что в местных магазинах Teaser подавался гораздо лучше альбома Deep Purple.

## Отзывы
После выхода 17 ноября 1975 года Teaser получил благосклонные отзывы от музыкальных критиков. К сожалению, из-за обязательств, связанных с Deep Purple, Томми Болин не смог отправиться в сольный тур в поддержку релиза. В результате этого альбом разошёлся ограниченным тиражом. Тем не менее, Deep Purple исполняли композиции «Homeward Strut» и «Wild Dogs» с диска Teaser во время мирового турне в поддержку своего альбома Come Taste the Band в 1975—76 годах.

## Список композиций
Сторона «А»
1. «The Grind» (Bolin/Cook/Sheldon/Tesar) — 3:29
2. «Homeward Strut» (Bolin) — 3:57
3. «Dreamer» (Cook) — 5:09
4. «Savannah Woman» (Bolin/Cook) — 2:47
5. «Teaser» (Bolin/Cook) — 4:26

Сторона «Б»
1. «People, People» (Bolin) — 4:56
2. «Marching Powder» (Bolin) — 4:14
3. «Wild Dogs» (Bolin/Tesar) — 4:40
4. «Lotus» (Bolin/Tesar) — 3:57

### The Ultimate Teaser
| №  | Название          | Длительность |
| -- | ----------------- | ------------ |
| 1. | «The Grind»       | 3:26         |
| 2. | «Homeward Strut»  | 3:55         |
| 3. | «Dreamer»         | 5:08         |
| 4. | «Savannah Woman»  | 2:45         |
| 5. | «Teaser»          | 4:27         |
| 6. | «People, People»  | 4:55         |
| 7. | «Marching Powder» | 4:14         |
| 8. | «Wild Dogs»       | 4:10         |
| 9. | «Lotus»           | 3:56         |

| №  | Название                | Длительность |
| -- | ----------------------- | ------------ |
| 1. | «Teaser (alternate)»    | 4:44         |
| 2. | «Flying Fingers»        | 16:03        |
| 3. | «Cookoo»                | 6:13         |
| 4. | «Wild Dogs (alternate)» | 13:50        |
| 5. | «Chameleon»             | 7:31         |

| №  | Название                      | Длительность |
| -- | ----------------------------- | ------------ |
| 1. | «Crazed Fandango»             | 5:05         |
| 2. | «People, People (alternate)»  | 13:50        |
| 3. | «Smooth Fandango»             | 6:13         |
| 4. | «Marching Powder (alternate)» | 6:38         |
| 5. | «Homeward Strut (alternate)»  | 3:56         |
| 6. | «Oriental Sky (Lotus)»        | 11:24        |

## Участники записи
- Томми Болин — гитара, ведущий вокал
- Стэнли Шелдон — бас (песни 1, 2, 3, 5, 6, 7)
- Пол Сталлворт — бас (песни 4, 8, 9)
- Дэйв Фостер — фортепиано/ситезатор (песни 1, 2, 3)
- Ян Хаммер — ситезатор (песни 6, 7), ударные (песня 6)
- Рон Франсен — фортепиано (песня 9)
- Дэвид Санборн — саксофон (песни 6, 7)
- Джефф Поркаро — ударные (песни 2, 3, 5)[2]
- Прейри Принц — ударные (песни 4, 8)
- Майкл Уолден — ударные (песня 7)
- Бобби Бердж — ударные (песни 1, 9)[2]
- Фил Коллинз — перкуссия (песня 4)
- Сэмми Фиджуера — перкуссия (песни 6, 7)
- Рафаэль Круз — перкуссия (песни 6, 7)
- Дэйв Браун — бэк-вокал (песня 1)
- Ли Кифер — бэк-вокал (песня 1)

Примечание: Гленн Хьюз (также участник Deep Purple) поёт в заключительной части песни «Dreamer», но из-за условий контракта не был указан в титрах.
Примечание: Младший брат Томми Джонни Болин (группы DVC, Dare Force, в настоящее время (2011) в составе Black Oak Arkansas) также играл на барабанах. Группы, в которых он играл, часто исполняли на концертах композиции из «Teaser»

## Дополнительные факты
- Песню «Teaser» позже перепела группа Mötley Crüe, включив запись в альбом Stairway to Heaven/Highway to Hell.
- Песню «The Grind» часто перепевала группа Van Halen в начале своей карьеры[23].